# Yotvata Airfield
Yotvata Airfield är en flygplats i Israel.   Den ligger i distriktet Södra distriktet, i den södra delen av landet. Yotvata Airfield ligger 80 meter över havet.
Terrängen runt Yotvata Airfield är varierad. Runt Yotvata Airfield är det ganska glesbefolkat, med 21 invånare per kvadratkilometer. Närmaste större samhälle är Newé H̱arif, 14,8 km norr om Yotvata Airfield. Trakten runt Yotvata Airfield är ofruktbar med lite eller ingen växtlighet.